# Providence Park
Providence Park (trước đây có tên là Jeld-Wen Field; PGE Park; Sân vận động Civic; ban đầu là Sân vận động Multnomah; Multnomah Field từ năm 1893 cho đến khi sân vận động được xây dựng) là một sân vận động bóng đá ngoài trời ở Tây Bắc Hoa Kỳ, nằm ở khu phố Goose Hollow của Portland, Oregon. Sân đã tồn tại ở dạng thô sơ từ năm 1893 và là một sân vận động hoàn chỉnh từ năm 1926. Providence Park hiện là sân vận động dành riêng cho bóng đá lâu đời nhất được sử dụng tại MLS và là một trong những sân vận động mang tính lịch sử nhất được sử dụng bởi bất kỳ đội bóng đá chuyên nghiệp nào của Hoa Kỳ.
Hai đội bóng đá chuyên nghiệp, Portland Timbers của MLS và Portland Thorns FC của NWSL, sử dụng cơ sở làm sân nhà. Sân vận động đã tổ chức một số sự kiện bóng đá lớn của Hoa Kỳ bao gồm các trận đấu của đội tuyển quốc gia, Soccer Bowl '77, Giải vô địch bóng đá nữ thế giới 1999 và 2003, Cúp Vàng CONCACAF 2013, Trận đấu toàn sao MLS 2014 và NWSL Championship Game 2015. Providence Park là sân nhà của Portland Timbers từ năm 1975.
Multnomah Athletic Club có trụ sở tại Portland được thành lập vào năm 1891 và sớm xây dựng sân vận động cho các đội thể thao nghiệp dư của họ bắt đầu từ năm 1893. Năm 1926, cơ sở được mở rộng thành một sân vận động hoàn chỉnh, bao gồm ghế ngồi phía trên và ghế dài bằng gỗ vẫn có thể tìm thấy trong sân. Năm 1956, sân vận động đã được cải tạo một cách nghiêm túc lần đầu tiên để phản ánh mức độ sử dụng ngày càng tăng của sân trong cộng đồng vào năm 1966, thành phố đã mua sân vận động và đổi tên thành Sân vận động Civic. Sân đã được cải tạo vào năm 2001 để phù hợp với Timbers và Portland Beavers, trong khi quyền đặt tên của sân vận động được mua bởi Portland General Electric và sân được đổi tên thành PGE Park. Vào năm 2011, sân vận động đã được cải tạo một lần nữa, lần này sân có thể phù hợp với nhượng quyền thương mại giải MLS của Portland Timbers và một năm sau, quyền đặt tên của sân vận động được bán, lần này là cho Jeld-Wen (Jeld-Wen Field). Năm 2014, tên lại được đổi thành Providence Park sau khi Providence Health & Services mua quyền đặt tên.
Việc mở rộng năm 2019 đã nâng sức chứa lên 25.218 chỗ ngồi và thêm một mặt tiền nhiều tầng cho khu cuối phía Đông. Portland Timbers đã bán hết vé mỗi trận đấu tại Providence Park kể từ khi chuyển đến MLS vào năm 2011 và Thorns lập kỷ lục khán giả tại một trận đấu National Women's Soccer League vào tháng 8 năm 2019 với lượng vé bán hết có cùng sức chứa. Vào năm 2019, cả hai câu lạc bộ đều lọt vào mười câu lạc bộ có lượng khán giả nhiều nhất trong số các đội bóng đá chuyên nghiệp (nam hoặc nữ) ở Hoa Kỳ và Canada.